# Pseudomastus deltaicus
Pseudomastus deltaicus é uma espécie de anelídeo pertencente à família Capitellidae.
A autoridade científica da espécie é Capaccioni-Azzati & Martin, tendo sido descrita no ano de 1992.
Trata-se de uma espécie presente no território português, incluindo a sua zona económica exclusiva.